# فاکتور رشد شبه‌انسولین ۱
فاکتور رشد شبه‌انسولین ۱ (انگلیسی: Insulin-like growth factor 1) یا به‌اختصار IGF-1 که با نامِ سوماتومدین سی هم شناخته می‌شود، یک پروتئین است که در انسان، توسط ژن «IGF1» کُدگذاری می‌شود.
این پروتئین به «فاکتور سولفوره‌کننده» نیز شهرت دارد و هورمونی است که به‌لحاظ ساختار مولکولی به انسولین شباهت دارد و دوران کودکی، نقش مهمی در رشد ایفا می‌کند و در بزرگسالی نیز، اثرات آنابولیک دارد. آنالوگ صناعی این هورمون به نامِ مکاسرمین، جهت درمان اختلال رشد کودک تجویز می‌شود.
فاکتور رشد شبه‌انسولین ۱ دارای ۷۰ اسید آمینه در یک زنجیرهٔ واحد است که ۳ پیوند دی‌سولفید درون‌مولکولی دارد و وزن مولکولی آن، ۷٬۶۴۹ دالتون است.
این پروتئین با کوتاه‌قامتی، غول‌پیکری و آکرومگالی در ارتباط است. پژوهش‌هایی در زمینهٔ ارتباط این هورمون با پیری، نوروپاتی، سرطان و سکتهٔ مغزی انجام شده‌است.